# Sportverein Darmstadt 1898 1995-1996
Questa voce raccoglie le informazioni riguardanti lo Sportverein Darmstadt 1898 nelle competizioni ufficiali della stagione 1995-1996.

## Stagione
Nella stagione 1995-1996 il Darmstadt, allenato da Max Reichenberger, concluse il campionato di Regionalliga Sud al 15º posto.

## Rosa
| N. |                     | Ruolo | Calciatore          |
| -- | ------------------- | ----- | ------------------- |
| 4  | Germania (bandiera) | D     | Thomas Schmidt      |
| 6  | Germania (bandiera) | C     | Rolf Lang           |
|    | Germania (bandiera) | P     | Stefan Wimmer       |
|    | Germania (bandiera) | D     | Torsten Chmielewski |
|    | Germania (bandiera) | D     | Michael Klein       |
|    | Germania (bandiera) | D     | Xaver Zembrod       |
|    | Germania (bandiera) | C     | Volker Berg         |

| N. |                     | Ruolo | Calciatore       |
| -- | ------------------- | ----- | ---------------- |
|    | Germania (bandiera) | C     | Jens Krinke      |
|    | Germania (bandiera) | C     | Thomas Straschil |
|    | Germania (bandiera) | A     | Carsten Lakies   |
|    | Germania (bandiera) | A     | Timo Leifermann  |
|    | Germania (bandiera) | A     | Marc Volke       |
|    | Germania (bandiera) | A     | Thomas Weiß      |

## Organigramma societario
Area tecnica
- Allenatore: Max Reichenberger
- Allenatore in seconda:
- Preparatore dei portieri:
- Preparatori atletici:
- Analisi video:

## Calciomercato

### Sessione estiva
| Acquisti | Acquisti       | Acquisti              | Acquisti |
| R.       | Nome           | da                    | Modalità |
| -------- | -------------- | --------------------- | -------- |
| D        | Michael Klein  | FSV Francoforte       |          |
| A        | Carsten Lakies | FSV Francoforte       |          |
| P        | Stefan Wimmer  | Rot-Weiss Francoforte |          |
| D        | Xaver Zembrod  | Kickers Stoccarda     |          |

| Cessioni | Cessioni      | Cessioni     | Cessioni |
| R.       | Nome          | a            | Modalità |
| -------- | ------------- | ------------ | -------- |
| A        | Collins Etebu | Oldenburg    |          |
| C        | Tim Gutberlet | TeBe Berlino |          |
| P        | Dieter Heimen | VfR Mannheim |          |

### Sessione invernale
| Acquisti | Acquisti   | Acquisti      | Acquisti |
| R.       | Nome       | da            | Modalità |
| -------- | ---------- | ------------- | -------- |
| A        | Marc Volke | Kickers Emden |          |

| Cessioni | Cessioni | Cessioni | Cessioni |
| R.       | Nome     | a        | Modalità |
| -------- | -------- | -------- | -------- |

## Risultati

### Regionalliga ovest-sudovest

#### Girone di andata
| 30 luglio 1995, ore 15:00 CEST 1ª giornata | Neukirchen | 2 – 2 | Darmstadt |  |

| 5 agosto 1995, ore 15:00 CEST 2ª giornata | Darmstadt | 7 – 1 | Fürth |  |

| 12 agosto 1995, ore 15:00 CEST 3ª giornata | Darmstadt | 2 – 2 | Ditzingen |  |

| 19 agosto 1995, ore 15:00 CEST 4ª giornata | Ulma | 0 – 1 | Darmstadt |  |

| 30 agosto 1995, ore 18:00 CEST 5ª giornata | Darmstadt | 1 – 3 | Kickers Stoccarda |  |

| 3 settembre 1995, ore 15:00 CEST 6ª giornata | FSV Francoforte | 0 – 1 | Darmstadt |  |

| 8 settembre 1995, ore 18:00 CEST 7ª giornata | Darmstadt | 2 – 2 | Wacker Burghausen |  |

| 17 settembre 1995, ore 15:00 CEST 8ª giornata | Hessen Kassel | 2 – 1 | Darmstadt |  |

| 23 settembre 1995, ore 15:00 CEST 9ª giornata | Darmstadt | 2 – 2 | VfR Mannheim |  |

| 7 ottobre 1995, ore 15:00 CET 10ª giornata | Vestenbergsgreuth | 3 – 1 | Darmstadt |  |

| 14 ottobre 1995, ore 15:00 CET 11ª giornata | Darmstadt | 2 – 2 | Ludwigsburg |  |

| 21 ottobre 1995, ore 14:30 CET 12ª giornata | Egelsbach | 4 – 4 | Darmstadt |  |

| 27 ottobre 1995, ore 18:00 CET 13ª giornata | Darmstadt | 1 – 1 | Reutlingen |  |

| 5 novembre 1995, ore 15:00 CET 14ª giornata | Sandhausen | 3 – 2 | Darmstadt |  |

| 11 novembre 1995, ore 15:00 CET 15ª giornata | Darmstadt | 0 – 0 | Eintracht Francoforte II |  |

| 19 novembre 1995, ore 15:00 CET 16ª giornata | Bayern Monaco II | 2 – 2 | Darmstadt |  |

| 2 dicembre 1995, ore 15:00 CET 17ª giornata | Darmstadt | 0 – 4 | Augusta |  |

#### Girone di ritorno
| 9 dicembre 1995, ore 15:00 CET 18ª giornata | Darmstadt | 3 – 1 | Neukirchen |  |

| 2 marzo 1996, ore 15:00 CET 19ª giornata | Greuther Fürth | 1 – 1 | Darmstadt |  |

| 10 marzo 1996, ore 15:00 CET 20ª giornata | Ditzingen | 2 – 1 | Darmstadt |  |

| 17 marzo 1996, ore 15:00 CET 21ª giornata | Darmstadt | 2 – 3 | Ulma |  |

| 23 marzo 1996, ore 15:00 CET 22ª giornata | Kickers Stoccarda | 5 – 2 | Darmstadt |  |

| 29 marzo 1996, ore 18:00 CET 23ª giornata | Darmstadt | 2 – 1 | FSV Francoforte |  |

| 8 aprile 1996, ore 15:00 CEST 24ª giornata | Wacker Burghausen | 2 – 0 | Darmstadt |  |

| 13 aprile 1996, ore 15:00 CEST 25ª giornata | Darmstadt | 1 – 1 | Hessen Kassel |  |

| 20 aprile 1996, ore 15:00 CEST 26ª giornata | VfR Mannheim | 5 – 0 | Darmstadt |  |

| 26 aprile 1996, ore 18:00 CEST 27ª giornata | Darmstadt | 0 – 2 | Vestenbergsgreuth |  |

| 5 maggio 1996, ore 15:00 CEST 28ª giornata | Ludwigsburg | 2 – 1 | Darmstadt |  |

| 11 maggio 1996, ore 15:00 CEST 29ª giornata | Darmstadt | 4 – 2 | Egelsbach |  |

| 15 maggio 1996, ore 18:00 CEST 30ª giornata | Reutlingen | 4 – 0 | Darmstadt |  |

| 19 maggio 1996, ore 15:00 CEST 31ª giornata | Darmstadt | 0 – 0 | Sandhausen |  |

| 26 maggio 1996, ore 15:00 CEST 32ª giornata | Eintracht Francoforte II | 1 – 3 | Darmstadt |  |

| 1º giugno 1996, ore 15:00 CEST 33ª giornata | Darmstadt | 1 – 1 | Bayern Monaco II |  |

| 6 giugno 1996, ore 18:00 CEST 34ª giornata | Augusta | 1 – 2 | Darmstadt |  |

## Statistiche

### Statistiche di squadra
| Competizione     | Punti | In casa | In casa | In casa | In casa | In casa | In casa | In trasferta | In trasferta | In trasferta | In trasferta | In trasferta | In trasferta | Totale | Totale | Totale | Totale | Totale | Totale | DR  |
| Competizione     | Punti | G       | V       | N       | P       | Gf      | Gs      | G            | V            | N            | P            | Gf           | Gs           | G      | V      | N      | P      | Gf     | Gs     | DR  |
| ---------------- | ----- | ------- | ------- | ------- | ------- | ------- | ------- | ------------ | ------------ | ------------ | ------------ | ------------ | ------------ | ------ | ------ | ------ | ------ | ------ | ------ | --- |
| Regionalliga Sud | 37    | 17      | 4       | 9       | 4       | 30      | 28      | 17           | 4            | 4            | 9            | 24           | 39           | 34     | 8      | 13     | 13     | 54     | 67     | -13 |
| Totale           | 37    | 17      | 4       | 9       | 4       | 30      | 28      | 17           | 4            | 4            | 9            | 24           | 39           | 34     | 8      | 13     | 13     | 54     | 67     | -13 |

### Andamento in campionato
| Giornata  | 1 | 2 | 3 | 4 | 5 | 6 | 7 | 8 | 9 | 10 | 11 | 12 | 13 | 14 | 15 | 16 | 17 | 18 | 19 | 20 | 21 | 22 | 23 | 24 | 25 | 26 | 27 | 28 | 29 | 30 | 31 | 32 | 33 | 34 |
| --------- | - | - | - | - | - | - | - | - | - | -- | -- | -- | -- | -- | -- | -- | -- | -- | -- | -- | -- | -- | -- | -- | -- | -- | -- | -- | -- | -- | -- | -- | -- | -- |
| Luogo     | T | C | C | T | C | T | C | T | C | T  | C  | T  | C  | T  | C  | T  | C  | C  | T  | T  | C  | T  | C  | T  | C  | T  | C  | T  | C  | T  | C  | T  | C  | T  |
| Risultato | N | V | N | V | P | V | N | P | N | P  | N  | N  | N  | P  | N  | N  | P  | V  | N  | P  | P  | P  | V  | P  | N  | P  | P  | P  | V  | P  | N  | V  | N  | V  |
| Posizione | 6 | 3 | 4 | 2 | 4 | 3 | 5 | 6 | 5 | 9  | 9  | 10 | 10 | 12 | 12 | 12 | 14 | 12 | 12 | 14 | 15 | 16 | 12 | 12 | 12 | 15 | 15 | 17 | 15 | 15 | 16 | 15 | 15 | 15 |

Legenda:

Luogo: C = Casa; T = Trasferta. Risultato: V = Vittoria; N = Pareggio; P = Sconfitta.